# Stawnik (przystanek kolejowy)
Stawnik – zlikwidowany przystanek kolejowy w miejscowości Stawnik na linii kolejowej nr 380 Jankowa Żagańska – Lodenau, w powiecie żarskim, w województwie lubuskim, w Polsce.